# فران سوله
فران سوله (اسپانیایی: Ferran Solé‎؛ زادهٔ ۲۵ اوت ۱۹۹۲) بازیکن هندبال اهل اسپانیا است.